# Kosmaczek pospolity
Kosmaczek pospolity, jastrzębiec kosmaczek (Pilosella officinarum Vaill.) – gatunek rośliny z rodziny astrowatych. Rodzimy obszar jego występowania to Europa i część Azji (Kaukaz, Zakaukazie i Syberia Zachodnia). Rozprzestrzenił się także jako gatunek zawleczony w Australii, Nowej Zelandii i w Ameryce Północnej. W Polsce występuje na całym terenie kraju.

## Morfologia

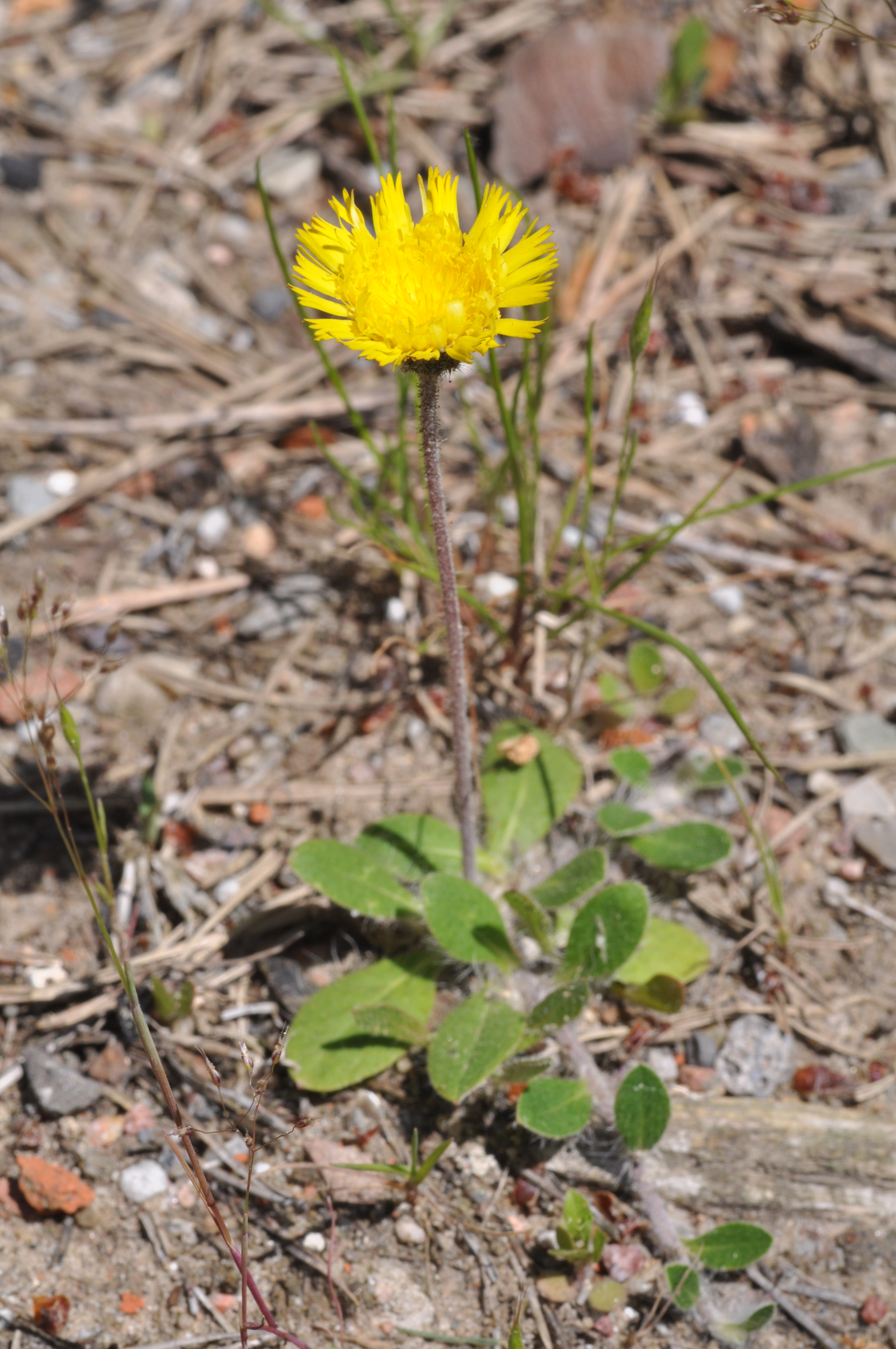

PokrójPospolita, gwiazdkowato owłosiona trwała roślina wieloletnia. Należy do najłatwiej rozpoznawalnych z ok. 100 występujących w Polsce gatunków jastrzębców.
ŁodygaNierozgałęziona, bezlistna (głąbik, niekiedy z drobnymi łuskowatymi liśćmi), kutnerowata, wyprostowana, o wysokości od 5 cm do 30 cm z pojedynczym kwiatostanem (koszyczkiem) na wierzchołku. Z jednego korzenia może wyrastać kilka łodyżek kwiatowych. Pod ziemią zgrubiałe, pełzające kłącze.
LiścieNiebieskawozielone, zebrane w odziomkową różyczkę, podłużne, odwrotnie jajowate, u nasady zwężone, pod spodem z gęstymi, długimi, gwiazdkowatymi, białymi włoskami. Na wierzchu nagi, lub szczeciniasto owłosione. Z kątów liści różyczkowych wyrastają liczne i cienkie rozłogi.
KwiatZebrane w okrągłe koszyczki. Kwiaty żółte, języczkowate, brzeżne z czerwonymi smugami od spodu. Pojedyncze koszyczki kwiatowe mają okrywę złożoną z równowąskich łusek pokrytych szczeciniastymi, gwiazdkowatymi i gruczołowatymi włoskami. Słupki z żółtymi szyjkami.
OwoceNiełupki o długości 3,5 mm, żeberkowane (na szczycie żeberka połączone w pierścień). Opatrzone są na szczycie puchem zwiększającym powierzchnię lotną. W czasie owocowania tworzą puszystą kulę.

## Biologia i ekologia
Bylina. Kwitnie od maja do października, kwiaty są owadopylne i przedprątne. Nasiona roznoszone są przez wiatr na duże odległości.
Występuje na piaszczystych murawach, pastwiskach, wrzosowiskach, przydrożach, w widnych lasach, często tworząc zwarte płaty. Wymaga gleb suchych, piaszczystych, słabo nawożonych. Unika miejsc silnie zacienionych. W Tatrach występuje aż po piętro alpejskie. W uprawach rolnych chwast rozrastający się przez rozłogi, ale łatwy do zwalczenia, gdyż jest bardzo wrażliwy na selektywne herbicydy. W klasyfikacji zbiorowisk roślinnych gatunek charakterystyczny dla klasy (Cl.) Nardo-Callunetea-.

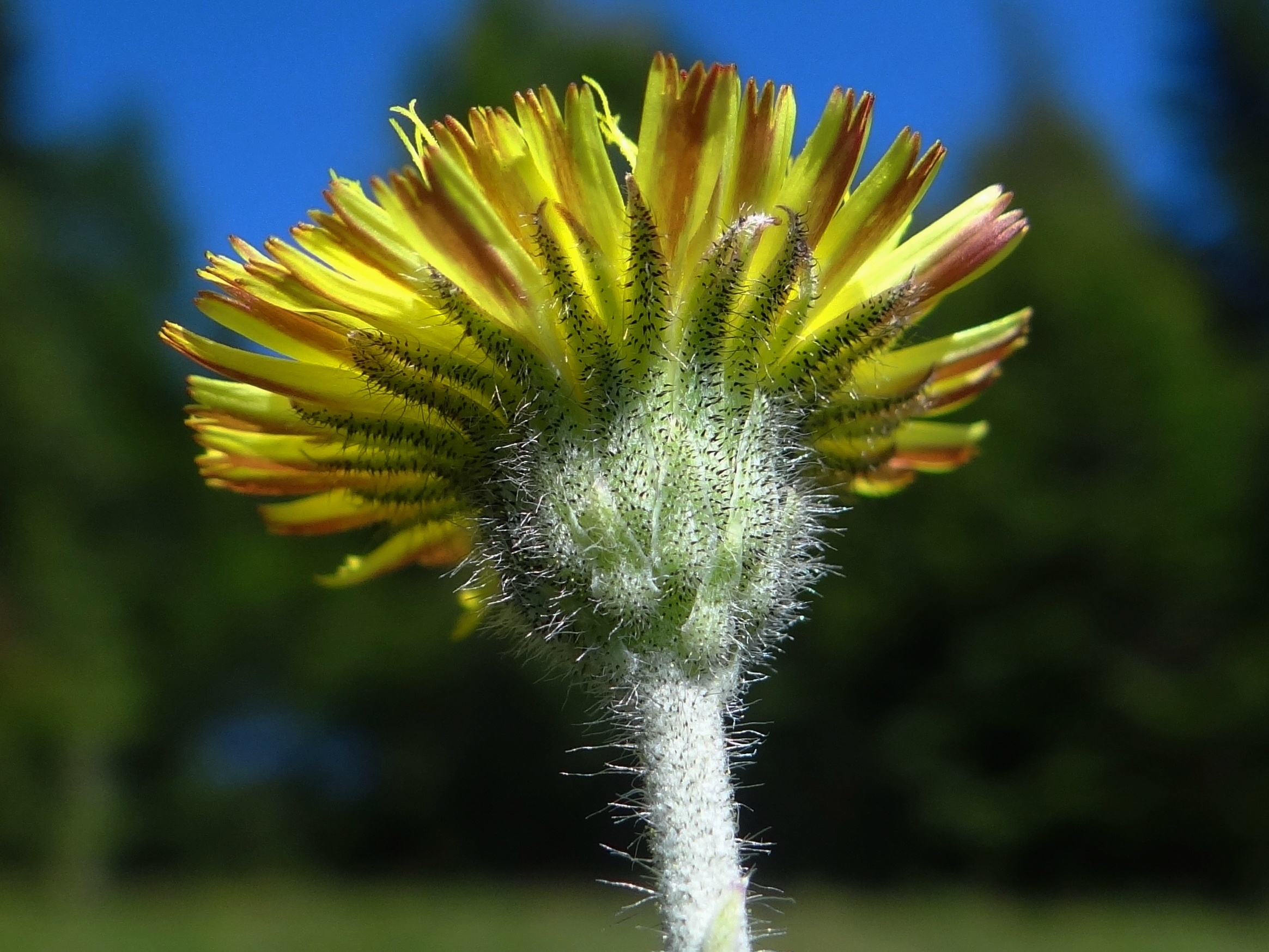
Koszyczek od spodu – okrywa

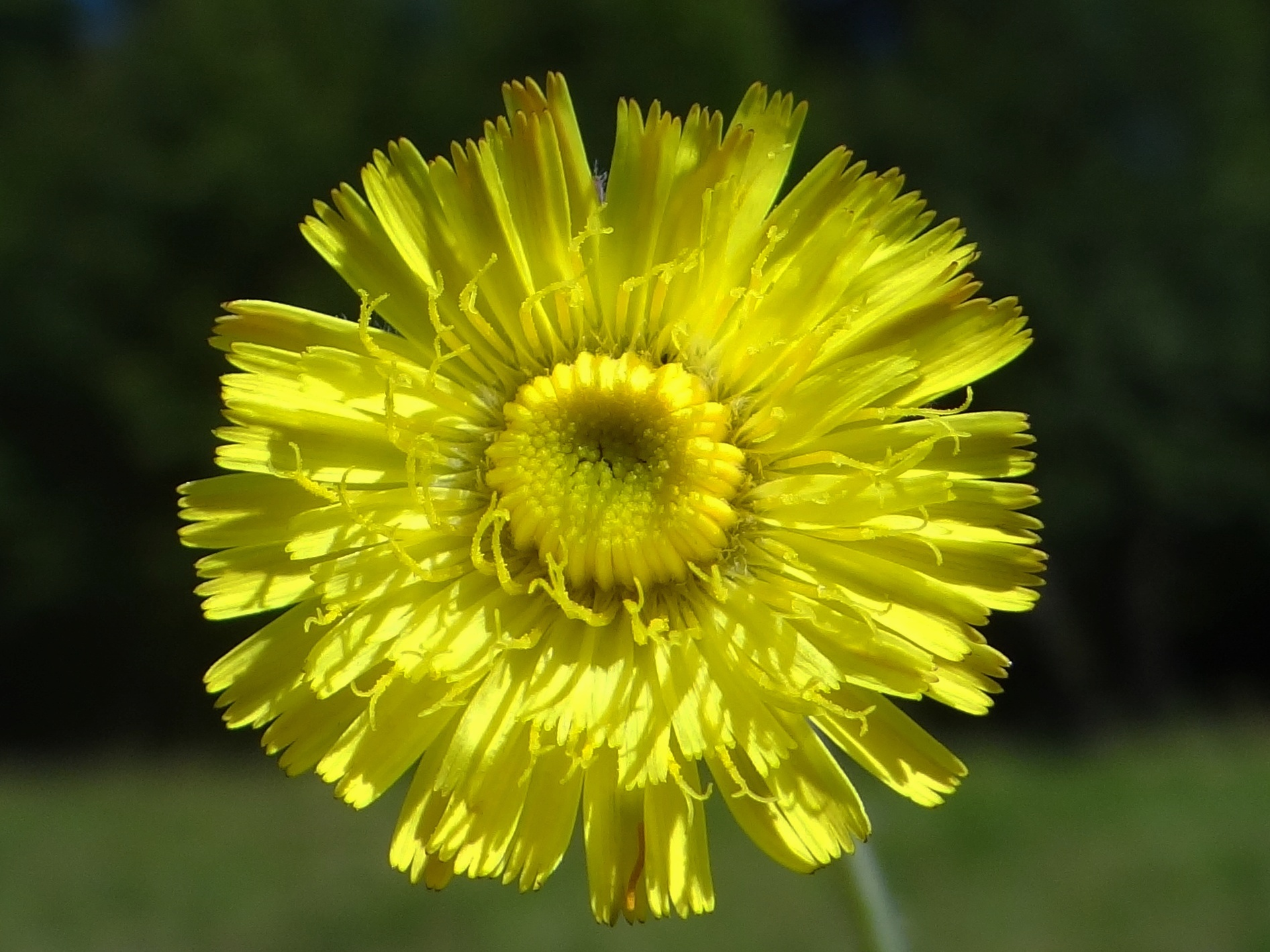
Koszyczek z góry – kwiaty języczkowe

Liczba chromosomów 2n= 36,45 (18,27,54,63).

## Zmienność
Gatunek bardzo zmienny morfologicznie (opisano kilkadziesiąt podgatunków). Tworzy liczne mieszańce z innymi gatunkami jastrzębca.

## Zastosowanie
Roślina lecznicza – surowcem leczniczym jest ziele (Herba Hieracii pilosellae, Herba Pilosellae) zawierające kumaryny (umbeliferon), garbniki, gorycze, flawonoidy, kwas kawowy, żywicę, śluzy. Przetwory z ziela działają ściągająco, gojąco, rozkurczowo, wykrztuśnie i moczopędnie.
- Stosowane są do leczenia: nieżytu przewodu pokarmowego, złej przemiany materii, biegunki, czerwonki, wrzodów żołądka i dwunastnicy, chorób płuc i kamicy nerkowej
- Zewnętrznie leczy rany, wrzody, czyraki i ropną wysypkę.